# Phyllarachne
Phyllarachne là một chi nhện trong họ Linyphiidae.